# حرية الأديان في لبنان
ينص الدستور اللبناني على حرية الدين وحرية ممارسة جميع الشعائر الدينية بشرط أن لا تتعارض مع النظام العام. وينص الدستور على المساواة في الحقوق والواجبات بين جميع المواطنين دون تمييز أو تفضيل ولكنه يحدد توازن القوى بين كبرى الجماعات الدينية. فإن الحكومة عموما تحترم هذه الحقوق. ومع ذلك، هناك بعض القيود الدستورية التي تنص على توزيع المناصب السياسية وفقا للانتماء الديني مما يجعله تمييزية بطبيعتها. لا يوجد آي تقارير مجتمعية تتحدث عن تجاوزات أو أي تمييز على أساس المعتقد الديني أو الممارسة الدينية. غير أن هناك تقارير دورية تتحدث عن توترات بين الجماعات الدينية بسبب التنافس على السلطة السياسية ومما آدت إلى صراع لمدة 15 عاما من الحرب الأهلية التي كانت تدور إلى حد كبير حول الخطوط الطائفية. على الرغم من التوترات الطائفية التي سببتها التنافس على السلطة السياسية، بقيت الكنائس، والمساجد وغيرها من أماكن العبادة موجودة جنبا إلى جنب واعتبرت لقرون طويلة الملاذ للفارين من التعصب الديني.

## الديموغرافيا الدينية
| الطوائف الدينية في لبنان | الطوائف الدينية في لبنان | الطوائف الدينية في لبنان | الطوائف الدينية في لبنان | الطوائف الدينية في لبنان |
| ------------------------ | ------------------------ | ------------------------ | ------------------------ | ------------------------ |
| الدين                    | الدين                    |                          | النسبة                   | النسبة                   |
| المارونية الكاثوليكية    | المارونية الكاثوليكية    |                          | 21%                      | 21%                      |
| اليونانية الأرثوذكسية    | اليونانية الأرثوذكسية    |                          | 8%                       | 8%                       |
| اليونانية الكاثوليكية    | اليونانية الكاثوليكية    |                          | 5%                       | 5%                       |
| الإسلام الشيعي           | الإسلام الشيعي           |                          | 27%                      | 27%                      |
| الإسلام السني            | الإسلام السني            |                          | 27%                      | 27%                      |
| الدروز                   | الدروز                   |                          | 5%                       | 5%                       |
| لا دينيون                | لا دينيون                |                          | 7%                       | 7%                       |

يبلغ عدد سكان لبنان، الذي تأسس كدولة حديثة في عام 1943، أكثر من 6 ملايين نسمة. لأن التكافؤ بين الطوائف هي قضية حساسة، لم يتم القيام بالتعداد الوطني منذ عام 1932. ومع ذلك، فإن معظم نتائج الدراسات الديمغرافية الحديثة التي أجرتها مؤسسة «إحصاءات لبنان»، وجدت أن نسبة السكان المسلمين يصل إلى 54% من السكان (27% من الشيعة; 27% من السنة)، وهناك 5.6% من الدروز الذين لا يعتبرون أنفسهم مسلمين، لكن بحسب القوانين السياسية اللبنانية يحسبون من ضمن المسلمين في ما يتعلق بتوزيع المناصب السياسية والإدارية والعسكرية.والجدير ذكره أن المجتمعات الإسلامية في لبنان السياسي تقسم إلى خمسة فروع هي: السنة والشيعة والدروز والعلويين والإسماعيليين. بينما يصل نسبة المسيحيين إلى 40.4% (21% موارونة، 8% أرثوذكس يونانيون، 5% ملكيين، 1% بروتستانت، 4 في المئة من الأرمن و1 في المئة مسيحيون اخرون). كما يوجد في لبنان عدد قليل جدا من اليهود والبهائين والمورمون والبوذيين والهندوس.
يعترف الدستور اللبناني بوجود 18 طائفة دينية المعترف بها رسميا، وهي 4 طوائف مسلمة، 12 طائفة مسيحية، إضافة إلى الطائفة الدرزية والطائفة اليهودية. الطوائف الرئيسية الإسلامية هم الشيعة والسنة. وهناك مجتمعات إسلامية صغرى متفرعة عن المذهب الشيعي مثل العلويين والإسماعيليين. أما أكبر الطوائف المسيحية هم الموارنة والتي اتبعت منذ قرون الكنيسة الكاثوليكية الرومانية ولكن لديها بطريرك، خاص بها وتطبق قداسها، ولها شعائرها الخاصة. ثاني أكبر الجماعات المسيحية هم آتباع الطائفة الأرثوذكسية اليونانية التي حافظت على استعمال اللغة اليونانية في قداديسها. وهناك أخر من المسيحيين اللبنانيين مثل الملكيين الكاثوليك، المسيحيين البروتستانت مثل الإنجيليين (بما في ذلك البروتستانتية مجموعات مثل المعمدانيين والسبتيين)، اللاتين (الكاثوليك الرومان). وهناك طوائفأخرى أتت من خارة لبنان مثلالأرمن الأرثوذكس (الغروغوريين), الأرمن الكاثوليك، السريانية الأرثوذكسية (اليعاقبة), للسريان الكاثوليك،الآشوريين (النسطوريين)، الكلدانيين والأقباط. وتتركز مجتمعات الطائفة الدرزية اللبنانية والذين يطلقون على أنفسهم آل الموحدون، أو «المؤمنون في الله واحد» تتركز في المناطق الريفية الجبلية الشرقية والجنوبية من بيروت. وتعود الانقسامات والتناحرات بين مختلف الجماعات لقرون عديدة، في حين أن العلاقات الدينية بين مختلف الأطياف كانت ودية عموما إلا ان الحفاظ على الهوية لكل مجموعة على غاية كبرى من الأهمية في معظم جوانب التفاعل الثقافي.
وهناك عدد من المبشرين الأجانب في لبنان يعملون على إرساء البعثات وإنشاء المدارس والمستشفيات ودور العبادة.
هناك العديد من الأفراد والجماعات الذين فروا من الاضطهاد الديني، سوء المعاملة والتمييز في دولهم والتجؤا إلى بلد، منهم الأكراد،, الشيعة، والآشوريين/الكلدانيين من العراق، وكذلك الأقباط من مصر والسودان وليبيا. لا يوجد أرقام دقيقة متوفرة بسبب عدم وجود بيانات التعداد واتجاه هذه الجماعات إلى الاندماج في الثقافة.

## وضع الحرية الدينية

### الإطر القانونية والسياسية
ينص الدستور اللبناني على حرية الدين وحرية ممارسة جميع الشعائر الدينية بشرط عدم التأثير في النظام العام. يفرض الدستور على الدولة أن تحترم جميع الأديان والطوائف وأن تضمن احترام الأحوال الشخصية والدينية ومصالح الأشخاص لكل طائفة دينية. وينص الدستور على المساواة في الحقوق والواجبات بين جميع المواطنين دون تمييز أو تفضيل ولكنه يشدد توزيع متوازن للسلطة بين المجموعات الدينية الرئيسية. بشكل عام، تحترم الحكومة هذه الحقوق في الممارسة العملية. ومع ذلك، هناك بعض القيود الدستورية التي توزع المناصب السياسية وفقا الانتماء الديني والتي تعتبر تمييزية بطبيعتها.
تسمح الحكومة للجماعات الدينية المعترف بها في ممارسة السلطة على المسائل المتعلقة بالأحوال الشخصية مثل الزواج، الطلاق، حضانة الأطفال والميراث. كما مولت الحكومة لطوائف الشيعة الجعفرية الإثني عشرية والسنة والمسيحيين والدروز الاعترافات في تعيين رجال الدين والمحاكم التي تدير الأسرة وقانون الأحوال الشخصية لكل من هذه الطوائف.
ينص الدستور على تمثيل اللبنانيين المسيحيين والمسلمين بالتساوي في البرلمان، وفي توزيع الحقائب الوزارية في مجلس الوزراء، وفي وظائف الخدمة المدنية، بما في ذلك وظائف الدرجات العليا مثل الأمناء العامون والمدراء العامون. وينص أيضا على توزيع الوظائف بالتناسب بين كل الجماعات الدينية المعترف بها. والحكمة وراء التوزيع الدستوري للسلطة السياسية والوظائف وفقا لمبدأ التمثيل الديني تهدف إلى منع هيمنة أي طائفة على مقاليد الحكم. ينص «الميثاق الوطني» الذي وضع عام 1943 على أن يكون رئيس الدولة مارونيا، بينما يكون رئيس مجلس الوزراء من المسلمين السنة ورئيس البرلمان أن يكون من المسلمين الشيعة.
جدد اتفاق الطائف الذي وضع عام 1989، والذي أنهى 15 عاما من الحرب الأهلية، هذا التوزيع الطائفي للمناصب ولكن، بشكل ملحوظ، زاد نسبة تمثيل المسلمين في البرلمان بحيث تكون متساوية للتمثيل المسيحي وكذلك خفض نسبة السلطة المسيحية المارونية لرئاسة الجمهررية كما أبقى الإتفاق على الحكم الدستوري القديم بالتوزيع الطائفي لمناصب كبار المسؤولين في الحكومة وفقا للانتماء الديني. هذه الممارسة طبقت في جميع فروع الدولة الثلاثة، الرئاسة والحكومة والبرلمان. ونص اتفاق الطائف على توزيع وزراء مجلس الوزراء بالتساوي بين المسلمين والمسيحيين.
الاعتراف الرسمي من قبل الحكومة هو شرط قانوني لتستطيع أي جماعات دينية في ممارسة حقوقها وأنشتطها الدينية الخاصة بها.على أي مجموعة تسعى للاعتراف الرسمي أن تقدم طلبا تشرح به عن عقيدتها ومبادئها الأخلاقية لتتأكد الحكومة من أن هذه المبادئ لا تتعارض مع القيم الشعبية أو الدستورية. كما على المجموعة المطالبة بالاعتراف توفير حقائق عن عدد معتنقي مبادئها والتي يجب أن تكون كافية للحفاظ على استمراريتها.
بدلا من ذلك، يمكن للجماعات الدينية طلب الحصول على الاعتراف من خلال جماعات دينية ممارسة ومعترف بها. يحمل لاعتراف الرسمي بعض الفوائد مثل الإعفاء من الضرائب والحق في تطبيق الشعائر الدينية وتطبيق مسائل الأحوال الشخصية الخاصة بها. يحق للفرد أن يغير دينه بشرط الحصول على موافقة رئيس الجماعة الدينية التي يرغب في الانضمام إليها.يتم تسجيل طائفة الأفراد على السجلات الرسمية وبطاقات الهوية الوطنية وسجلات إخراج القيد. وعلى الحكومة الموافقة على طلبات المواطنين في تغيير حالاتهم الدينية على السجلات الرسمية.
هناك بعض الجماعات الدينية التي لا تتمتع بالاعتراف الرسمي، مثل البهائية والبوذية والهندوسية وبعض البروتستانتية المسيحية الغير مسجلة. فهي بموجب القانون محرومة التمثيل أو في الحصول على بعض المناصب الحكومية، ولكن يسمح لها بأداء شعائرها الدينية بحرية. على سبيل المثال، لا يمكن للبهائية أن تشغل منصب برلماني لأنه لا يوجد مقعد مخصص لها في البرلمان كما لا يمكنها تعيين أفراد في المناصب العليا في الحكومة. وفي هذه الحالة، يسمح بتسجيل أفراد هذه الطوائف كفرع لطائفة معترف بها. على سبيل المثال، يسجل معظم البهائيين في إطار فرع للشيعة. وهكذا، يمكن لبهائي من تولى منصب مخصص للشيعة. وعلى نفس المنوال، فإن المورمون مسجلون تحت الطائفة اليونانية الأرثوذكسية. لا يبدو أن قرارات الحكومة بشأن منح الاعتراف الرسمي تعسفية.
تسمح الحكومة بنشر المواد الدينية بلغات مختلفة بحسب متطلبات كل طائفة مسجلة ومعترف بها.
وتعترف الحكومة بالأعياد المقدسة التالية كأيام عطل رسمية وطنية: عيد الميلاد الشرقي والغربي، عيد الأضحى، عيد القديس مارون، السنة الهجرية، يوم عاشوراء، يوم الجمعة العظيمة، عيد الفصح (الغربي والشرقي على حد سواء) مولد النبي محمد، عيد جميع القديسين، عيد انتقال العذراء، عيد الفطر. كما تمنح الحكومة موظفي القطاع العام الأرمن عطلة من العمل في يوم القديس فارتان.

### القيود المفروضة على الحرية الدينية
دعا إتفاق الطائف إلى العمل للانتهاء من تطبيق الطائفية السياسية لصالح «الخبرة والكفاءة.» إلا أنه لم يتم إحراز أي تقدم يذكر في هذا الصدد.
يمكن للجماعات الغير معترف بها، مثل البهائية والبوذية والهندوسية وبعض الطوائف الإنجيلية، من الحصول على ملكية خاصة والتجمع للعبادة دون تدخل من الحكومة؛ ومع ذلك، فهي محرومة في ظل القانون من تطبيق الأحوال الشخصية مثل الزواج أو الطلاق أو وراثة الممتلكات في البلاد. يفرض على الكنائس البروتستانتية الإنجيلية التسجيل في مجمع السنودس الإنجيلي وهي مجموعة استشارية التي يحق لها تمثيل تلك الكنائس في الحكومة ولها حكم ذاتي وتشرف على المسائل الدينية البروتستانتية. وقد اشتكى بعض ممثلو الكنائس من أن المجمع رفضت قبول طلبات انضمام جديدة لجماعات بروتستانتية في عضويتها منذ عام 1975، وبالتالي لم يتح لرجال الدين التابعين لها من ممارسة شعائرهم.
هناك العديد من الأسر والأقارب الذين ينتمون إلى طوائف دينية مختلفة إذ أن التزاوج المختلط أمر مألوف، إلا أن التزاوج المختلط هو صعب الممارسة بين أعضاء بعض الجماعات. مثلا، الشريعة التي تنطبق على الأحوال الشخصية للمسلمين، تحرم زواج المسلمة من غير المسلم. أما رجال الدين الدروز فلا يسمح لهم التزويج إلا لزوجين درزيين. لا يوجد إجراءات زواج مدني في لبنان، إلا أن الحكومة تقر وتعترف بالزواج المدني التي تجرى خارج البلاد.
لا يعاقب القانون على ممارسة التبشير (أو تحويل الناس إلى دين آخر) الا إنه يواجه معارضة شديدة من قبل الزعماء الدينيين والمجتمع يصل في بعض الأحيان إلى التهديد بالعنف. لكل طائفة قيادة مجلس تقوم بمهام توظيف الوظائف العليا الدينية.. على سبيل المثال، على مجلس الحكومة الموافقة على ترشيح تعيين المفتيين السنة والشيعة وإقرارها رسميا من قبل مجلس وزراء الحكومة وأن تصرف رواتبهم الشهرية. كما تعين الحكومة وتدفع رواتب القضاة المسلمين والدروز. أما باقي قادة المجموعات الدينية الأخرى، مثل الروم الكاثوليك والأرثوذكس، فلا يحصلون على رواتب من الحكومة.
لا تشير الحكومة للإنتماءات الدينية على جوازات سفرهم؛ إلا أنها توضح الإنتماء الديني في بطاقات الهوية الوطنية وسجلات القيد والتي يمكن استعمالها بدلا من بطاقة الهوية عند التقديم لأغراض مختلفة، مثل الحصول على الوظائف الحكومية أو الالتحاق بالدراسة أو للعاملين في الجامعات.
في معظم الحالات، يحق للجماعات الدينية إدارة امورهم الخاصة بهم في تنفيذ قوانين الأسرة والأحوال الشخصية. العديد من هذه القوانين تميز ضد المرأة. على سبيل المثال قانون الميراث السني ينص على حصول الذكر على ضعفي ميزاث أخته. كما يمكن للرجال المسلمين بالحصول على الطلاق بسهولة، إلا أنه من الصعب للمرأة المسلمة الحصول على الطلاق إلا بموافقة أزواجهن.
تنص المادة 473 من قانون العقوبات اللبناني تنص على الحكم باللسجن مدة 1 سنة واحدة كحد أقص على أي شخص يدان «بسب الله علنا.» الا أنه لم يتم حصول أي أمر قضائي بهذا الخصوص خلال الفترة المشمولة بالتقرير.
يتم بحسب القانون من ترحيل أي مدرسين أو رجال دين يعملون في البلاد من دون الحصول على التراخيص الرسمية المناسبة.
لا يوجد أي تقارير تفيد بسجن أفراد بدواعي دينية في البلاد.

### التحويل القسري الديني
لا يوجد تقارير عن تحويل قسري ديني داخل لبنان.
هناك مذكرات تقصي وحث سارية المفعول منذ عام 2002 عن المتهمين قتل مواطن أمريكي تبشيري تابع للهيئة التبشيرية الإنجيلية في مدينة صيدا، على الرغم من أن القضية أغلقت رسميا في نيسان/أبريل 2004. أشارت التحقيقات في وقت الجريمة إلى ضلوع متطرفين سنة، وربما من الناشطين في مخيم اللاجئين الفلسطينيين في عين الحلوة. [بحاجة لمصدر]